# Apospasta incongrua
Apospasta incongrua là một loài bướm đêm trong họ Noctuidae.